# Antille (singolo)
Antille è un singolo del gruppo musicale italiano Pop X, pubblicato il 14 febbraio 2020 come secondo estratto dal quinto album in studio omonimo.

## Tracce
Testi e musiche di Walter Biondani e Davide Panizza.
1. Antille – 3:15

## Formazione
- Davide Panizza – voce, produzione